# Frontális varrat

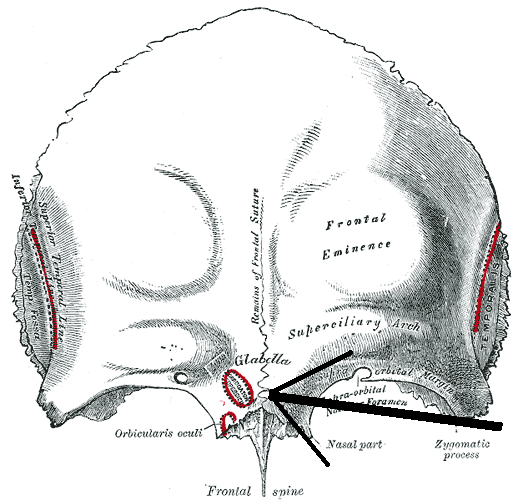
Egy koponya részlet szemből (a nyíl mutatja frontális varratot)

A frontális varrat (latinul sutura frontalis) egy varrat, mely kettéosztja a homlokcsontot (os frontale) csecsemőknél és gyerekeknél. Gyakran eltűnik a hatodik élet év betöltése után, úgy, hogy a két fél csont egyesül. Ha ez nem történik meg, akkor metopic varratnak vagy sutura frontalis persistens-nek hívják. Ha a születésnél nincs jelen a varrat (craniosynostosis = a koponyavarratok veleszületett elcsontosodása, ami fejlődési rendellenesség) akkor a fej deformált lesz és ezt trigonocephaliának hívják, ami háromszögfejűséget jelent és fejlődési rendellenesség.